# Guidonia Montecelio 1937 Football Club 2024-2025
Questa voce raccoglie le informazioni riguardanti il  Guidonia Montecelio 1937 Football Club nelle competizioni ufficiali della stagione 2024-2025.

## Stagione
Per la prima stagione dopo il definitivo abbandono di Monterosi, il Guidonia Montecelio 1937 Football Club viene inserito nel girone G di Serie D, con squadre laziali, sarde e campane. Fin da seguito la squadra si propone ai vertici del raggruppamento, ma la svolta avviene con la sostituzione in corso d'opera del tecnico David D'Antoni con Ciro Ginestra. La mossa infatti porta il Guidonia a lottare concretamente per la vittoria del campionato: dalla 26^ giornata nasce un duello con la Gelbison per la testa della classifica. Alla 30^ giornata arriva il sorpasso e il successivo 27 aprile, a seguito della vittoria per 1-0 sul Real Monterotondo, i giallorossoblù sono promossi matematicamente in Serie C con un turno d'anticipo sulla fine della stagione regolare.

## Divise e sponsor
Il fornitore tecnico per la stagione 2024-2025 è Givova.
| Casa | Trasferta |

## Rosa
| N. |                    | Ruolo | Calciatore             |
| -- | ------------------ | ----- | ---------------------- |
| 1  | Italia (bandiera)  | P     | Christian Guerrieri    |
| 2  | Italia (bandiera)  | D     | Danny Pacillo          |
| 3  | Italia (bandiera)  | D     | Matteo Guerriero       |
| 4  | Italia (bandiera)  | C     | Jacopo Succi           |
| 5  | Italia (bandiera)  | D     | Andrea Cristini        |
| 6  | Italia (bandiera)  | C     | Davide Buono           |
| 7  | Italia (bandiera)  | C     | Samuele Maurizi        |
| 8  | Italia (bandiera)  | C     | Andrea Errico          |
| 9  | Italia (bandiera)  | A     | Aimone Calì            |
| 10 | Francia (bandiera) | A     | Faissal El Bakhtaoui   |
| 11 | Spagna (bandiera)  | A     | Mamadou Tounkara       |
| 12 | Italia (bandiera)  | P     | Steven Zanchi          |
| 13 | Italia (bandiera)  | D     | Marco Sfanò (capitano) |
| 15 | Italia (bandiera)  | D     | Pietro Giordani        |
| 17 | Italia (bandiera)  | D     | Francesco Stefanelli   |

| N. |                   | Ruolo | Calciatore           |
| -- | ----------------- | ----- | -------------------- |
| 18 | Italia (bandiera) | C     | Serafino Calzone     |
| 19 | Italia (bandiera) | D     | Umberto Musso        |
| 21 | Italia (bandiera) | C     | Valerio Mastrantonio |
| 22 | Italia (bandiera) | P     | Emanuele Mastrangelo |
| 23 | Italia (bandiera) | C     | Marco Spinosa        |
| 24 | Italia (bandiera) | C     | Francesco Ardizzone  |
| 28 | Italia (bandiera) | D     | Danilo Piroli        |
| 29 | Italia (bandiera) | A     | Alessandro Rossi     |
| 30 | Italia (bandiera) | C     | Alessandro Spavone   |
| 40 | Italia (bandiera) | C     | Andrea Chiappini     |
| 43 | Italia (bandiera) | A     | Giacomo Rossi        |
| 75 | Italia (bandiera) | D     | Francesco Parisi     |
|    | Italia (bandiera) | D     | Matteo Vagnoni       |
|    | Italia (bandiera) | D     | Simone Icardi        |
|    | Italia (bandiera) | D     | Luca Pompilio        |

## Statistiche

### Statistiche di squadra
| Competizione         | Punti | In casa | In casa | In casa | In casa | In casa | In casa | In trasferta | In trasferta | In trasferta | In trasferta | In trasferta | In trasferta | Totale | Totale | Totale | Totale | Totale | Totale | D.R. |
| Competizione         | Punti | G       | V       | N       | P       | Gf      | Gs      | G            | V            | N            | P            | Gf           | Gs           | G      | V      | N      | P      | Gf     | Gs     | D.R. |
| -------------------- | ----- | ------- | ------- | ------- | ------- | ------- | ------- | ------------ | ------------ | ------------ | ------------ | ------------ | ------------ | ------ | ------ | ------ | ------ | ------ | ------ | ---- |
| Serie D              | 69    | 17      | 12      | 4       | 1       | 36      | 11      | 17           | 8            | 5            | 4            | 23           | 14           | 34     | 20     | 9      | 5      | 59     | 25     | +34  |
| Coppa Italia Serie D | -     | 4       | 3       | 0       | 1       | 11      | 2       | 5            | 4            | 1            | 0            | 8            | 6            | 9      | 7      | 1      | 1      | 19     | 8      | +11  |

### Andamento in campionato
| Giornata  | 1  | 2 | 3 | 4 | 5 | 6 | 7 | 8 | 9 | 10 | 11 | 12 | 13 | 14 | 15 | 16 | 17 | 18 | 19 | 20 | 21 | 22 | 23 | 24 | 25 | 26 | 27 | 28 | 29 | 30 | 31 | 32 | 33 | 34 |
| --------- | -- | - | - | - | - | - | - | - | - | -- | -- | -- | -- | -- | -- | -- | -- | -- | -- | -- | -- | -- | -- | -- | -- | -- | -- | -- | -- | -- | -- | -- | -- | -- |
| Luogo     | T  | C | T | C | T | C | T | C | T | C  | T  | C  | T  | C  | C  | T  | C  | C  | T  | C  | T  | C  | T  | C  | T  | C  | T  | C  | T  | C  | T  | T  | C  | T  |
| Risultato | N  | V | V | V | P | V | N | V | V | N  | S  | N  | S  | N  | V  | V  | P  | N  | N  | V  | V  | V  | P  | V  | V  | V  | N  | V  | V  | V  | V  | V  | V  | N  |
| Posizione | 10 | 2 | 2 | 1 | 3 | 2 | 2 | 1 | 1 | 1  | 3  | 3  | 5  | 4  | 4  | 4  | 5  | 5  | 6  | 4  | 4  | 3  | 4  | 4  | 3  | 2  | 2  | 2  | 2  | 1  | 1  | 1  | 1  | 1  |

Legenda:

Luogo: C = Casa; T = Trasferta. Risultato: V = Vittoria; N = Pareggio; P = Sconfitta.